# NGC 6761
NGC 6761 is een balkspiraalstelsel in het sterrenbeeld Telescoop. Het hemelobject werd op 8 juli 1834 ontdekt door de Britse astronoom John Herschel.

## Synoniemen
- ESO 231-28
- FAIR 858
- IRAS 19113-5044
- PGC 62957